# المجلس الأعلى للثورة السورية
المجلس الأعلى للثورة السورية، هو مجلس مُعارض سوري تأسس بتاريخ 4 سبتمبر 2011، والمجلس يدعم الإطاحة بحكومة بشار الأسد في سوريا خلال الحرب الأهلية السورية. ويُعتبر المجلس من أوائل المجالس التي تأسست بعد اندلاع الثورة السورية.

## التأسيس
تأسَّس المجلس في 4 أيلول/سبتمبر 2011، ويضم 40 مجلس ثوري، وتكونت أهم هذه المجالس في المناطق التي يقع فيها معارض عنيفة مثل حمص، وإدلب، وحماه، ودمشق وحلب  ودير الزور. في البداية ركز المجلس عمله على تنظيم التظاهرات المناهضة للنظام ونشر المعلومات عن الثورة، وتألف أعضاؤه  الرئيسيون من أكاديميين ومهنيين وشخصيات دينية، وفيما يلي قائمة بأسماء الشخصيات الرئيسية في المجلس:
| الاسم               | |
| ------------------- | --- |
| سليمان خالد الحراكي | رئيس المجلس الأعلى لقيادة الثورة السورية، وعضو في مجلس قيادة الثورة في حماه، وعضو في الأمانة العامة للمجلس الوطني السوري. |
| جورج صبرا           | عضو في المجلس الأعلى لقيادة الثورة السورية، ورئيس المجلس الوطني السوري.                                                   |
| ياسر نجار           | عضو في مجلس قيادة الثورة في حلب، وفي كتلة الحراك الثوري التابعة للمجلس الوطني السوري.                                     |
| محمد سعيد سلام      | عضو في مجلس قيادة الثورة في دمشق، وفي كتلة الحراك الثوري التابعة للمجلس الوطني السوري.                                    |
| واصل الشمالي        | عضو في مجلس قيادة الثورة في حمص، وفي الأمانة العامة للمجلس الوطني السوري.                                                 |
| جمال الورد          | عضو في الأمانة العامة للمجلس الوطني السوري.                                                                               |